# 傑尼斯·莫納斯特爾斯基
傑尼斯·阿納托利約維奇·莫納斯特爾斯基（烏克蘭語：Денис Анатолійович Монастирський，羅馬化：Denys Anatoliiovych Monastyrskyi，發音：[deˈnɪs ɐnɐˈtɔlʲijɔʋet͡ʃ mɔnɐsˈtɪrsʲkej]；1980年6月12日—2023年1月18日），烏克蘭政治人物，自2021年7月16日起擔任烏克蘭內政部長。

## 生平
莫納斯特爾斯基於1980年6月12日出生於西部城市赫梅利尼茨基。畢業於赫梅利尼茨基管理與法律大學，曾就讀於烏克蘭國家科學院科列茨基國家與法律研究所。
2007年，莫納斯特爾斯基開始了他的律師生涯。他還是赫梅利尼茨基管理與法律大學的法律和科學副教授。莫納斯特爾斯基是波多利亚青年文化協會「從文化走向未來」的聯合創辦人和董事。
在2019年烏克蘭總統選舉前夕，莫納斯特爾斯基被提名為總統候選人弗拉迪米爾·澤倫斯基法律改革團隊的成員。澤連斯基於2019年5月20日當選烏克蘭總統。
2021年7月12日，前內政部長阿爾森·阿瓦科夫遞出了辭呈。同年7月16日，271名人民代表支持了莫納斯特爾斯基成為內政部長。他任命了安東·格拉先科為內政部副部長。

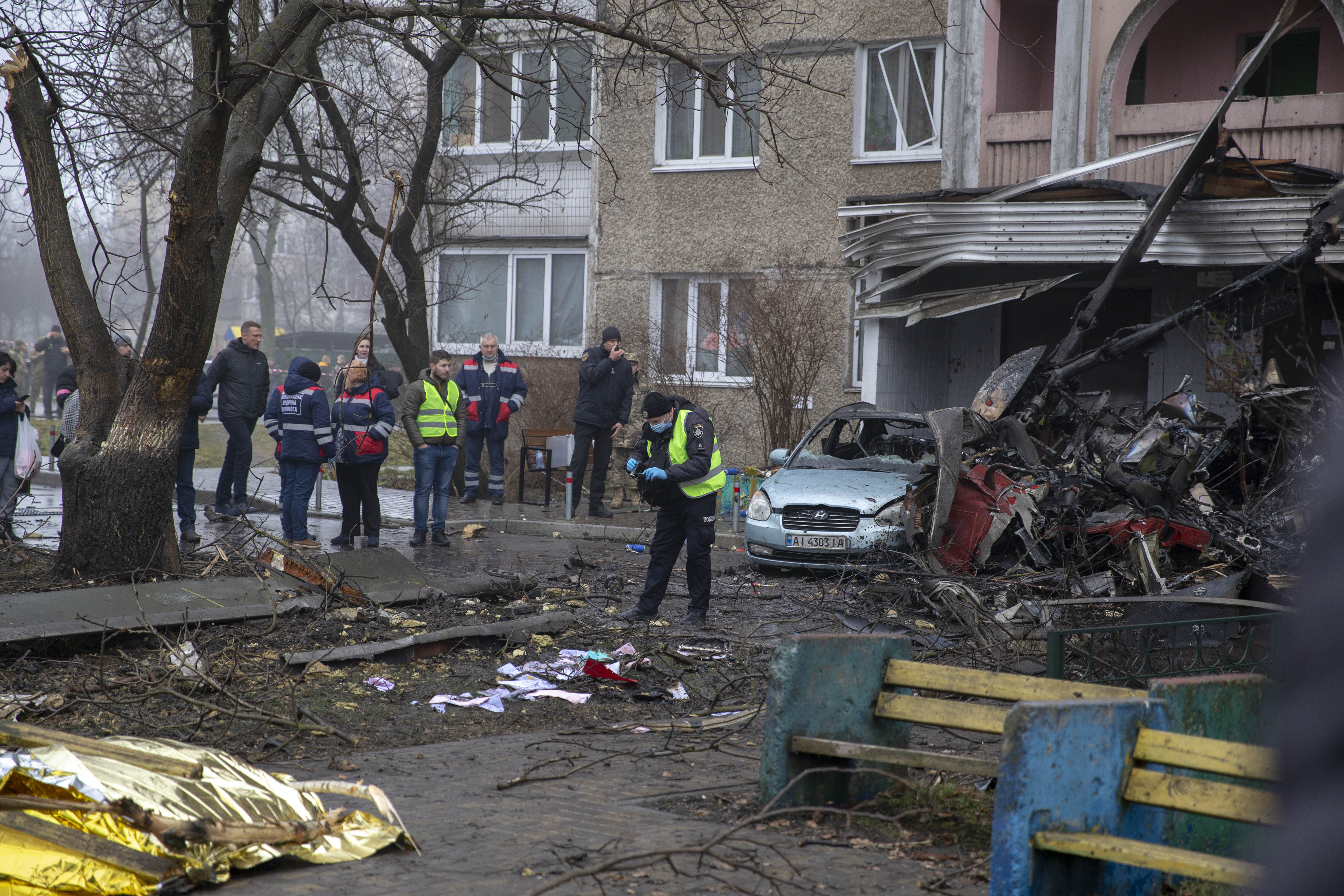
事故现场

2023年1月18日，他在首都基輔附近的小镇布洛瓦利因直升機事故殉職，終年42歲。

## 個人生活
他與妻子育有兩個兒子。

## 外部連結
- . 烏克蘭最高拉達.   [2019-12-06]. （原始内容存档于2022-02-24） （乌克兰语）.

| 官衔                     | 官衔                                         | 官衔 |
| ------------------------ | -------------------------------------------- | ---- |
| 前任者： 阿爾森·阿瓦科夫 | 烏克蘭內政部部長 2021年7月26日-2023年1月18日 | 空缺 |